# حنا تومسون
حنا تومسون (بالإنجليزية: Hanna Thompson)‏ هي مبارزة بالسيف أمريكية، ولدت في 1 نوفمبر 1983 في روتشستر في الولايات المتحدة.

## وصلات خارجية
- حنا تومسون على موقع الاتحاد الدولي للمبارزة (الإنجليزية)
- حنا تومسون على موقع أوليمبيديا (الإنجليزية)